# ال فنر
ال فنر (به لاتین: El Fener) یک منطقهٔ مسکونی در آندورا است که در اسکالدز-انگوردانی واقع شده‌است.